# Vossebelt
Vossebelt is een buurtschap in de gemeente Coevorden. Tot 1998 was Vossebelt van de gemeente Dalen. De buurtschap ligt ten noordwesten van Coevorden, ten zuidwesten van Dalen, ten noorden van Steenwijksmoer, ten westen van het Kanaal Coevorden-Zwinderen. Vossebelt heeft zo'n dertig huizen en ongeveer tachtig inwoners.